# Evangelho dos Setenta

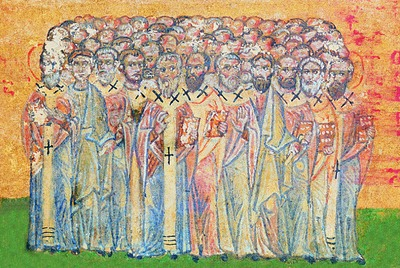
Os Setenta.
Miniatura num manuscrito grego.

O Evangelho dos Setenta é um dos apócrifos do Novo Testamento hoje perdido e citado brevemente pelo gênio árabe Al-Biruni em sua Kitab al-Athat al-Baqiya. Ele parece ter sido utilizado pelos maniqueístas e pode ser o mesmo que o Evangelho de Mani.
O título provavelmente se refere aos Setenta Discípulos citados em Lucas: «Depois disto o Senhor designou outros setenta, e enviou-os de dois em dois adiante de si a todas as cidades e lugares, aonde ele estava para ir.» (Lucas 10:1)